# Savanes (vùng của Togo)

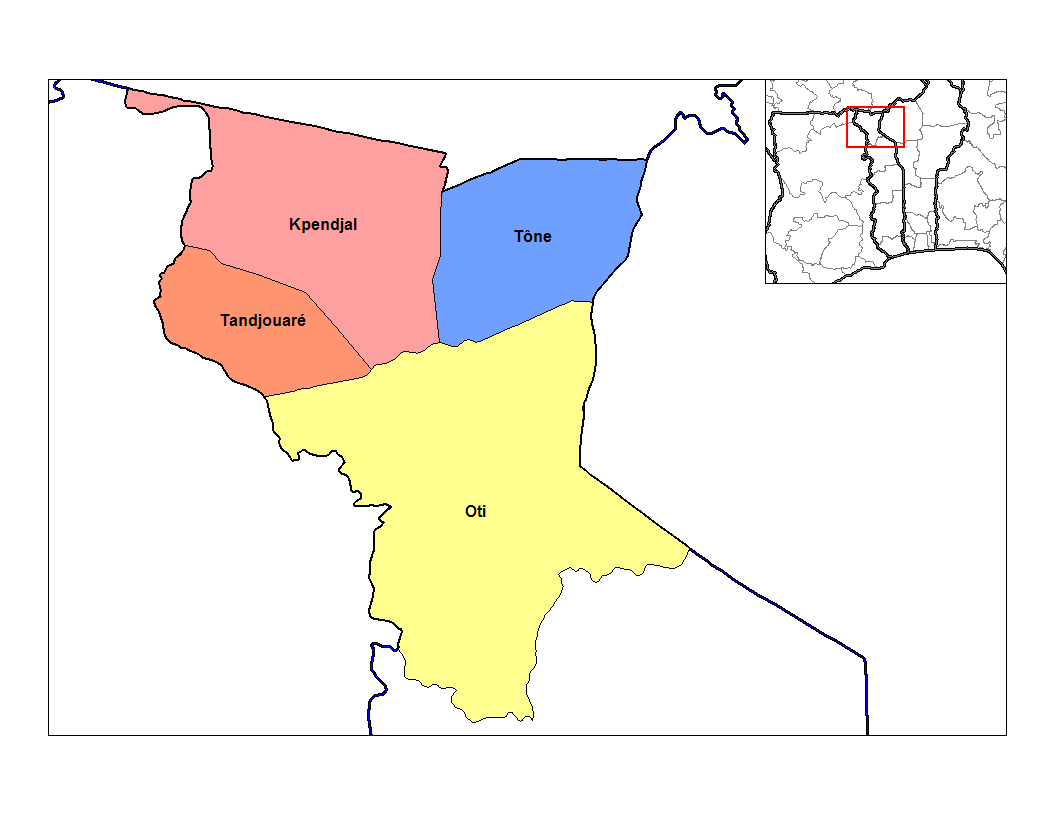
Các tỉnh của Savanes

Savanes là vùng cực bắc của Togo. Dapaong là thủ phủ vùng này. Đô thị lớn khác trong vùng này có Mango.
Savanes được chia thành các tỉnh Kpendjal, Oti, Tandjouaré, và Tône.
Về phía nam của Savanes là vùng Kara, biên giới nội địa duy nhất của vùng. Vùng này giáp với các khu vực nước ngoài sau:
- Vùng Bắc, Ghana: tây nam
- Vùng Thượng Đông, Ghana: tây
- Tỉnh Boulgou, Burkina Faso: viễn tây bắc
- Tỉnh Koulpélogo, Burkina Faso: tây bắc
- Tỉnh Kompienga, Burkina Faso: đông bắc
- Tỉnh Atakora, Bénin: đông

Savanes là vùng duy nhất của quốc gia này giáp Burkina Faso.